# Hede kyrkoherdeboställe
Hede kyrkoherdeboställe är ett naturreservat i Härjedalens kommun i Jämtlands län.
Området är naturskyddat sedan 1939 och är 15 hektar stort. Reservatet består av gammal skog av höga tallar och granar. 